# Bert Jansch (album)
Bert Jansch è l'album di debutto del musicista folk scozzese Bert Jansch. L'album è stato registrato su un registratore a bobina nella casa dell'ingegnere Bill Leader e venduto alla Transatlantic Records per 100 sterline. Transatlantic ha pubblicato l'album, che ha continuato a vendere 150 000 copie. L'album è stato incluso nella classifica 1001 Albums You Must Hear Before You Die di Robert Dimery. È stato votato alla posizione numero 649 nella terza edizione della classifica di All Time Top 1000 Album (2000) di Colin Larkin.
Il disco include la melodia più famosa di Jansch - Needle of Death, ispirata alla morte del suo amico, cantante folk Buck Polly.

## Tracce
1. Strolling Down the Highway – 3:06
2. Smokey River (Instrumental) – 2:56
3. Oh How Your Love Is Strong" – 3:40
4. I Have No Time – 3:09
5. Finches (Instrumental) – 0:51
6. Veronica (Instrumental) – 1:32
7. Needle of Death – 3:20
8. Do You Hear Me Now? – 2:06
9. Rambling's Gonna Be the Death of Me – 3:18
10. Alice's Wonderland (Instrumental; inspired by Charles Mingus) – 1:46
11. Running From Home – 2:24
12. Courting Blues – 4:02
13. Casbah (Instrumental) – 2:10
14. Dreams of Love – 1:44
15. Angie (Instrumental) – 3:15